# روبرت بي. شيرمان
روبرت بي. شيرمان (بالإنجليزية: Robert B. Sherman)‏‏ (19 ديسمبر 1925 في نيويورك - 6 مارس 2012 في لندن) كاتب أغاني، وملحن، وكاتب سيناريو، وكاتب مقالات، وكاتب مسرحي، وكاتب سير ذاتية، ورسام، وشاعر غنائي، وروائي من الولايات المتحدة.

## الجوائز
- - الميدالية الوطنية للفنون
- وسام القلب الأرجواني
- جائزة الأوسكار لأفضل موسيقى تصويرية
- ميدالية النصر في الحرب العالمية الثانية  [لغات أخرى]‏

## روابط خارجية
- روبرت بي. شيرمان على موقع IMDb (الإنجليزية)
- روبرت بي. شيرمان على موقع روتن توميتوز (الإنجليزية)
- روبرت بي. شيرمان على موقع قاعدة بيانات الأفلام العربية
- روبرت بي. شيرمان على موقع ألو سيني (الفرنسية)
- روبرت بي. شيرمان على موقع ميوزك برينز (الإنجليزية)
- روبرت بي. شيرمان على موقع تيرنر كلاسيك موفيز (الإنجليزية)
- روبرت بي. شيرمان على موقع أول موفي (الإنجليزية)
- روبرت بي. شيرمان على موقع قاعدة بيانات برودواي على الإنترنت (الإنجليزية)
- روبرت بي. شيرمان على موقع قاعدة بيانات الأفلام السويدية (السويدية)
- روبرت بي. شيرمان على موقع إن إن دي بي (الإنجليزية)